# Publius Aelius Theodorus Aristides
Publius Aelius Theodorus Aristides, född omkring 120 e.Kr. och död på 180-talet e.Kr., var en grekisk talare.

## Biografi
Aristides var från Adrianoi i Mysien, och företog vidsträckta resor, bland annat till Egypten, vilket land han genomkorsade fyra gånger. De forskningar han samlade under dessa resor samlade han i dagböcker, vilka dock senare gick förlorade. Av kejsarna Marcus Aurelius och Commodus utverkade Aristides 176 återuppbyggandet av Smyrna, som förstörts av jordbävning. Han stod annars även i övrigt i god förbindelse med kejsarhuset. Merparten av Aristides bevarade skrifter utgörs av skrivna och inte hållna tal. Han är en av de främsta representanterna för atticismen.